# Homeworld 2
Homeworld 2 е компютърна игра, жанр RTS, произведена от Sierra/Relic и разпространявана от Vivendi Universal Games. Тя е продължение на класическата фантастична реално-времева стратегия Homeworld. Издадена е в края на 2003 г. и само за операционните системи Майкрософт Уиндоус и Мак 10. Поддържа сингълплейър и мултиплейър режими.
Играта се отличава с наличието на четири раси. Има осем основни класове кораби, всеки със собствени предимства и недостатъци във флота. За построяването на космическия флот, се изисква събирането на само един вид ресурси, предоставени най-вече под формата на залежи в част от астероидните полета в играта.
Кампанията се състои от петнадесет мисии. Кампанията е насочена главно върху борбата на изгнаниците Kushan от първата игра наследници на които са Hiigaran и се борят за да заслужат своята съдба срещу Vaygr – наследниците на Talldan от първата част.
В играта има множество фрегати, изтребители, корвети и други видове кораби. Има графика и ефекти на много високо ниво за края на 2003 година. Предлага много динамичен геймплей.